# Col de la Croix-de-Fer
Col de la Croix-de-Fer (2.064 m.o.h.) er et bjergpas i Frankrig. Col de la Croix-de-Fer er en del af Dauphiné-Alperne. Det ligger i departementet Savoie og krydses af landevejen D926. Det forbinder Maurienne-dalen med Romanche-dalen. Romanche-dalen ligger i Isère-departementet. Bjergpassets højeste punkt ligger i Savoie-departementet.
Passet hed tidligere Col d'Olle svarende til stedet, hvor floden L'Eau d'Olle udspringer. L'Eau d'Olle er en primær biflod til floden Romanche. Passets nuværende navn stammer fra jernkorset rejst på toppen af passet. Fra toppen af passet forløber vejen til Romanche-dalen ad samme landevej som passet Col du Glandon via rute D526 til byen Allemond.
Passet er vinterlukket og som regel åbent fra først i maj til slutningen af oktober.
Tæt ved passets højeste punkt ligger søen Lac de Grand-Maison i 1.700 meters højde, som er vandreservoir for Frankrigs (og blandt Europas) - per 2019 - mest effektfulde vandkraftværk. Vandkraftværket Grand’Maison har effekt på 1.820 MW fra i alt 12 vandturbiner.

## Galleri
- Jernkorset på toppen af passet
- Udsigt fra toppen af passet
- Passets begyndelse i Maurienne-dalen
- Passets begyndelse i Romanche-dalen